# ولتر أكونيا
ولتر روبن أكونيا (بالإسبانية: Walter Acuña)‏ (ولد في 4 مارس 1992) وهو لاعب كرة قدم أرجنتيني يلعب ك‍مهاجم.

## المسيرة الاحترافية

### النوادي
في منتصف 2015، أعار نادي أوليمبو أكونيا حتى نهاية موسم 2016. شارك في 26 مباراة لأوليمبو وسجل معه 6 أهداف. في 11 يوليو 2016، أعار نادي كولون أكونيا. بعد ظهورين له مع النادي في 6 أشهر عاد لنادي روساريو سنترال لكن عقده مع الفريق انتهى في موسم 2017 وهو حاليا لا يلعب لأي ناد.

## ألقاب

### النوادي
روساريو سنترال
- دوري الدرجة الثانية الأرجنتيني (1): 2012-13[1]

## وصلات خارجية
- ولتر أكونيا على موقع قاعدة بيانات كرة القدم.إي يو (الإنجليزية)
- ولتر أكونيا على موقع Soccerway.com (الإنجليزية)

- Walter Acuña profile on Soccerway's website